# Muggiaea atlantica
Muggiaea atlantica is een hydroïdpoliep uit de familie Diphyidae. De poliep komt uit het geslacht Muggiaea. Muggiaea atlantica werd in 1892 voor het eerst wetenschappelijk beschreven door Cunningham. 